# Pseudorestias lirimensis
Pseudorestias lirimensis es la única especie del género monotípico de peces actinopeterigios de agua dulce Pseudorestias. Habita en ambientes acuáticos situados a elevadas altitudes en el centro-oeste de Sudamérica.

## Taxonomía
Descripción original
Esta especie fue descrita originalmente, al mismo tiempo que su género, en el año 2017 por los ictiólogos Gloria Arratia, Irma Vila, Natalia Lam, Claudia Jimena Guerrero y Claudio Quezada-Romegialli.
Localidad tipo
La localidad tipo referida es: “arroyo Charvinto, cuenca del río Chancacolla, en las coordenadas: 19°51′13.08″S 68°54′27.52″O / -19.8536333, -68.9076444, a una altitud de 4000 msnm, cerca de la poza termal Baños de San Andrés, a unos 6 km del pueblo de Lirima, Región de Tarapacá, norte de Chile”.
Holotipo
El ejemplar holotipo designado es el catalogado como: MNHNCL ICT-7533; se trata de una hembra adulta, la cual midió 58,56 mm de longitud estándar. Fue capturado por el investigador Franco Cruz-Jofré el 8 de abril de 2016. Se encuentra depositado en la colección de ictiología de la sección de Zoología del Museo Nacional de Historia Natural de Chile (MNHN), ubicado en el Parque Quinta Normal, en el sector poniente de la ciudad de Santiago, Chile.
Etimología
Etimológicamente el término genérico Pseudorestias hace referencia a las similitudes generales que posee este pez con respecto al género Orestias. El epíteto específico lirimensis es un topónimo que refiere al pueblo de Lirima (en la comuna de Pica), el cual es irrigado con aguas provenientes del arroyo Charvinto, en la zona donde fue capturado el ejemplar tipo de esta especie.
Caracterización y relaciones filogenéticas
Pseudorestias lirimensis está relacionado estrechamente al género Orestias, ambos son miembros de la tribu Orestiini.

## Descripción
Dimorfismo sexual
La coloración de Pseudorestias lirimensis varía marcadamente, tanto entre individuos como entre las diferentes edades. En la hembra, la cabeza y el cuerpo pueden producir reflejos dorados, especialmente en la parte media del flanco y en la región opercular. Los ojos son protuberantes, la córnea es dorada y la pupila es de forma redondeada y de color negro. En el flanco medio puede exhibir una banda negruzca, difusa o más marcada, la que puede estar acompañada por una hilera de pequeñas manchas por debajo de la misma. En algunos ejemplares se presenta una coloración dorsal marrón-anaranjado, esa parte en otros muestra de 6 a 8 manchas marrones o negras irregularmente dispuestas y de diferentes tamaños. Ventralmente es homogéneamente de color crema a amarillento. La tonalidad de las aletas es naranja-cremosa, sobre ellas se disponen irregularmente pequeñas manchas negras.
La coloración en los machos es similar, pero nunca muestran manchas en la región dorsal del cuerpo y la banda lateral es más visible a lo largo de todo el flanco medio, sobre esta puede presentarse una segunda y estrecha banda lateral.
Dimorfismo sexual
Este pez posee un marcado dimorfismo sexual, en el cual destaca la diferencia de tamaño entre ambos sexos, siendo los machos, por lo general, más delgados y con una longitud que representa la mitad de la de las hembras.
Las hembras exhiben líneas neuromastales cefálicas, de las que carecen los machos. Las escamas de las hembras son numerosas, pequeñas y con forma irregular, concentrándose en la región medio-posterior de la cabeza. En los machos las escamas son escasas, pequeñas e irregularmente distribuidas entre las fosas nasales anterior y posterior y en la región postorbitaria. Las escamas de la mejilla y región opercular son grandes en las hembras, mientras que en los machos son pocas y están separadas entre sí. Las hembras adultas presentan un cartílago rostral etmoidal sin mesetmoide osificado, en cambio, los machos adultos tienen un mesetmoide bien osificado, rodeado por una estrecha banda de cartílago.

## Distribución geográfica y hábitat
Pseudorestias lirimensis es un pez endémico de la porción austral del altiplano del extremo norte de Chile, específicamente a una altitud de 4000 m s. n. m. en la cuenca del río Chancacolla (el cual forma parte de la cuenca de la quebrada de Tarapacá), en la Región de Tarapacá. Este río posee una profundidad menor a 50 cm y su ancho no sobrepasa los 3 metros; posiblemente poseen un balance hidrológico negativo. El contenido iónico de sus aguas lo clasifica como un humedal predominante sodio sulfatado.
Su existencia se interpretó como el fruto de un prolongado aislamiento en el ecosistema donde vive, completamente desconectado de cuencas circundantes. Hace unos 3 Ma, se elevaron entre 1500 y 1800 metros sobre el altiplano una serie de estratovolcanes, los que dividieron la cuenca del río Chancacolla —ubicada hacia el oeste— respecto a la cuenca del lago Titicaca —situada hacia el este—.

## Conservación
Al describirla, los autores concluyeron que esta especie merecería ser clasificada como una especie “en peligro crítico (CR)”, según los lineamientos generales desarrollados por la organización internacional dedicada a la conservación de los recursos naturales Unión Internacional para la Conservación de la Naturaleza (IUCN) para su obra: Lista Roja de Especies Amenazadas.
Esto se debe a que sus poblaciones son pequeñas y están desarrolladas en un hábitat reducido y sobre una distribución geográfica exigua. Los autores consideraron que en razón de las crecientes amenazas que sufre, en especial el cambio climático y el aumento de las demandas de agua para usos antrópicos, hay una alta probabilidad de que estas terminen por provocar su extinción, por lo que aconsejaron que se prohíba cualquier tipo de utilización de las aguas en las que habita.